# Тобоган
Тобоган е често използвано средство за теглене на малки товари или хора върху снега от коренните народи в северните части на Северна Америка. Обикновено тобогана е направен от две или повече тънки дъски от бреза, захванати една с друга чрез напречни греди. Дъските са извити нагоре в предната част. Това се прави, докато все още дървесината е сурова и се закрепва така извита, докато дървото изсъхне. Индианците тлингит например обработват дъските на пара. Тобогана е пригоден да върши работа върху сух сняг, но не и върху мокър. Затова, когато снегът започне да се топи те се заменят с шейни. Тобогана е теглен от кучета или от хора. Сред чипеуян е теглен от жените. Днес тобогана все още се използва, но като цяло е заменен от моторните шейни.